# 三光下秣インターチェンジ
三光下秣インターチェンジ（さんこうしもまくさインターチェンジ）は、大分県中津市に位置する中津日田道路のインターチェンジである。

## 道路
- 中津日田道路（4番）

## 接続する道路
- 大分県道664号円座中津線

## 歴史
- 2015年（平成27年）
  - 2月28日：伊藤田IC - 中津IC間開通に伴い定留IC方面出入口の供用開始。
  - 3月1日：東九州自動車道・豊前IC - 宇佐IC間開通に伴い中津IC方面出入口の供用開始。

## 隣
中津日田道路
(3) 伊藤田IC - (4) 三光下秣IC - (5) 中津IC